# Mamim
Mamim (Tavira – ?) foi um pirata e corsário português do século XVII.

## Biografia
Em 1611 possuía uma galé no corso em Argel.